# Мифологическая коммуникация
Мифологическая коммуникация — это особый вид коммуникации, при которой мифы выступают инструментом влияния коммуникатора на аудиторию. Мифы соединяют в себе рациональное и иррациональное, что позволяет обращаться напрямую к бессознательному и к эмоциям человека. Несмотря на то, что мифы формировались тысячелетиями, они играют важную роль в современном мире. Сегодня мифы широко используются в массмедиа, рекламе, PR.

## Примитивное общество

### Бронислав Малиновский
Бронислав Малиновский изучал примитивное общество, его ритуалы и мифы и их значение. По его словам, с помощью ритуалов общество вырабатывало модели поведения в кризисных ситуациях, например, в случае смерти одного из родственников. Это было необходимо для сплочения людей, для того, чтобы не разрушить коллективную идентичность.
Так же как и ритуал, миф носит сугубо социальную функцию. Миф — матрица социального порядка и свод примеров нравственного поведения. В примитивном обществе миф выступает в качестве своеобразного кодекса, регулирующего жизнь человека. Миф является основой для ритуалов, обрядов и традиции. Кроме того, миф может быть реакцией на какое-либо естественное явление. Например, страх смерти породил рассказы о бессмертии. В современном обществе аналогом подобного мифа являются слухи — легко поверить в то, что противоречит действительности и соответствует мечтаниям.
Миф гораздо глубже, чем привычные сказки. Его неотъемлемой частью является социально-психологический контекст; пересказ действий героев не способен передать его суть. Облачение мифа в слова облегчает его понимание, позволяет передать его через поколения, но суть познается на бессознательном уровне.
Малиновский выступал против интерпретации мифа как прообраза науки, объясняющего на примитивном уровне природные и социальные явления.

### Ролан Барт
Ролан Барт

## Современное общество

### Клод Леви-Строс
Клод Леви-Стросс опирался в своих исследованиях на теорию Густава Юнга о коллективном бессознательном и Фрейда о сознательном и бессознательном. Основным предметом изучения Леви-Стросса был язык. По его мнению, миф — высшая форма языка, которая позволяет смыслу существовать отдельно от звуковой формы. Он изучал общества, стоящие на разных ступенях развития и отыскивал черты сходства и различия между ними. Леви-Стросс пришел к выводу, что в основе каждого общества лежит определенная модель, которая определяет его сознательное поведение.
Клод Леви-Стросс впервые применил структурный подход к изучению мифов. По его мнению, миф представляет собой совокупность смысловых единиц, сочетаемость которых задана заранее. Объекты этой мозаики заполняют бессознательное, придавая тексту смысл. При этом структура существует лишь в теории и позволяет определить, каким образом её составные части функционируют.

### Карл Юнг
Карл Юнг является основоположником теории о том, что архетип — это явление коллективного бессознательного. Его работы в области мифов представляют особый интерес для современного общества в связи с тем, что он описал архетипы, используемые сегодня специалистами по связям с общественностью и рекламе.
Основные архетипы:
- Герой — символизирует собой победу, предприимчивость, профессионализм, успех.
- Мудрец — ум, объективность.
- Искатель — развитие, поиск себя, индивидуальность.
- Ребёнок — радость жизни, праздник, новые возможности
- Любовник — привлекательность, сексуальность, чувственность.
- Славный малый — душевность, доброта, этичность, верность.
- Хранитель — комфорт, безопасность, покой.
- Правитель — власть, контроль, высокий статус.

Например, слоган Nike «Just do it» — прямая отсылка к архетипу Победитель, в то время как Pepsi и формула «Бери от жизни все!» символизирует героя и искателя, Shweppes является воплощением правителя и хранителя («Освежает мгновенно»).

## Миф как часть современной культуры
Мифологические архетипы являются моделями поведения, они во многом определяют отношение человека к окружающим, миру и событиям. Мифы являются одними из самых эффективных средств коммуникации, так как изначально являются правдивыми. Реальность должна соответствовать мифу, а не наоборот. Кроме того, человечество не может существовать без мифов — если исчезнут одни мифы, то рано или поздно появятся другие. Арсений Гулыга написал: Миф — форма сознания, свойственная человеку, как свойственны ему другие формы сознания. Разрушение мифа приводит не к господству рациональности, а к ут-верждению другого мифа. Когда на смену высокому мифу приходит низкий — беда: цивилизация идет вперед, но культура распадается.
На первый взгляд, мифы, использовавшиеся когда-то для описания природных являний, имеют лишь опосредованное отношение к современному миру. Тем не менее, сквозь века они передавались из поколения при помощи сказок, художественной литературы и, позднее, фильмов; поэтому и сегодня мифы являются важным аспектом коммуникации. Важно отметить, что сегодня мифы уже не так тесно связаны с религиозными образами. Современное общество интересно тем, что создает новые мифы с помощью телевидения, кинематографа, музыкальной и спортивной индустрии. По сравнению с образами, знакомыми нам по сказкам, современные мифы — явление непостоянное. Тот факт, что сегодня тренды сменяют один другой очень быстро объясняет, почему люди, вещи или тенденции в одночасье становятся частью массовой культуры и так же быстро забываются.
Мифы активно используются средствами массовой информации. Например, существует такое понятие, как «эмоциональный брендинг» — необходиммый эффект достигается за счет обращения к чувствам человека. Используются типичные образы, в которых практически каждый покупатель найдет присущие ему черты.
Мифологические коммуникации часто используются в политике. Обращение к бессознательному — разумный и логичный ход, способный привлечь дополнительные голоса. Успех политика часто зависит не от его действий, а от его харизмы, а использование теории архетипов позволяет затронуть каждого гражданина, привлечь его на свою сторону. Кроме того, архетипы часто регулируют отношения между властью и народом: например, первое лицо страны часто воспринимается как «отец», кто-то, кто сможет защитить, к кому можно обратиться за помощью.